# 이자벨리 폰타나
이자벨리 폰타나(Isabeli Fontana, 1983년 6월 4일 ~ )는 브라질의 모델이다.